# Ontake-san (Nagano)
Der Ontake (御嶽山 Ontake-san, wörtlich: „verehrter Gipfel“, on- ist ein Honorativpräfix) ist ein Vulkan-Massiv und liegt 100 km nordöstlich von Nagoya auf der Grenze der Präfekturen Nagano und Gifu. Mit 3067 m ist er nach dem Fuji der zweithöchste Vulkan Japans. Zudem ist der am Gipfel gelegene Ni-no-ike Japans höchster Gebirgssee und der San-no-ike der tiefste unter Japans Gebirgsseen.

## Geografie

### Lage
Der Ontake liegt auf dem Gebiet der Präfekturen Nagano und Gifu, wobei die Grenze zwischen beiden Präfekturen entlang des Nordwestrandes des Hauptkraters verläuft. Der Berg gehört zu folgenden Gemeinden im Uhrzeigersinn: die Ostseite zu Kiso (Nagano), die Süd- und Südwestseite zu Ōtaki (Nagano), die Nordwest- und Nordseite zu Gero (Gifu), sowie die nördlichen Ausläufer zu Takayama (Gifu).
Nördlich des Ontake-Massivs erstreckt sich das Hida-Gebirge (Japanische Nordalpen), insbesondere der Norikura-dake, und östlich das Kiso-Gebirge (Japanische Mittelalpen). Teilweise wird der Ontake jedoch auch dem Hida-Gebirge zugeordnet.
Der Ost- und Südteil des Massivs mit 19.046 ha der sich auf dem Gebiet von Nagano befindet wurde am 3. März 1952 als Naturpark Ontake-san (御岳県立公園 Ondake-san kenritsu kōen) ausgewiesen.

### Topografie
Zum Berg gehören dabei unter anderem folgende Gipfel:
| Bild            | Name                         | Höhe [m] | Koordinaten           |
| --------------- | ---------------------------- | -------- | --------------------- |
| Mamako-dake     | Mamako-dake (継子岳)         | 2859,1   | 35° 55′ N, 137° 29′ O |
| Marishiten-yama | Marishiten-yama (摩利支天山) | 2959,5   | 35° 54′ N, 137° 29′ O |
|                 | Kengamine (剣ヶ峰)           | 3067,0   | 35° 54′ N, 137° 29′ O |
| Mamahaha-dake   | Mamahaha-dake (継母岳)       | 2867,0   | 35° 54′ N, 137° 28′ O |
|                 | Kamidawara-yama (上俵山)     | 2277,1   | 35° 54′ N, 137° 26′ O |
|                 | Miura-yama (三浦山)          | 2393,7   | 35° 53′ N, 137° 27′ O |
| Mikasa-yama     | Mikasa-yama (三笠山)         | 2256,3   | 35° 52′ N, 137° 30′ O |
|                 | Komikasa-yama (小三笠山)     | 2029,0   | 35° 52′ N, 137° 30′ O |

Die Kengamine am südlichen Kraterrand als höchste Erhebung des Schichtvulkans bildet die Grenze zwischen Kiso, Ōtaki und Gero, der Mamako-dake die zwischen Takayama und Kiso, die Nordflanke des Mikasa-yama die zwischen Kiso und Ōtaki, sowie der Mamahaha-dake und der Kamidawara-yama die Grenze zwischen Gero und Ōtaki.
Zusätzlich gab es ursprünglich fünf Seen bzw. Weiher mit numerischen Namen, die wörtlich „SeeSee 1“ bis „See 5“ bedeuten, von denen heute jedoch nur noch zwei ständig Wasser führen: der Ni-no-ike mit 3,5 m Wassertiefe, der Japans höchstgelegener Bergsee ist, und der San-no-ike der mit 13 m Japans tiefster hochgelegener Bergsee ist. Diese fünf Seen sind:
| Bild        | Name                 | Höhe [m] | Koordinaten                       |
| ----------- | -------------------- | -------- | --------------------------------- |
| Ichi-no-ike | Ichi-no-ike (一ノ池) | 2988     | 35° 53′ 42,7″ N, 137° 28′ 43,9″ O |
| Ni-no-ike   | Ni-no-ike (二ノ池)   | 2905     | 35° 53′ 51,1″ N, 137° 28′ 52,8″ O |
| San-no-ike  | San-no-ike (三ノ池)  | 2720     | 35° 54′ 27,1″ N, 137° 29′ 12,4″ O |
| Yon-no-ike  | Yon-no-ike (四ノ池)  | 2690     | 35° 54′ 41,4″ N, 137° 29′ 16,8″ O |
| Go-no-ike   | Go-no-ike (五ノ池)   | 2795     | 35° 54′ 32,4″ N, 137° 29′ 1,9″ O  |

### Vulkanismus

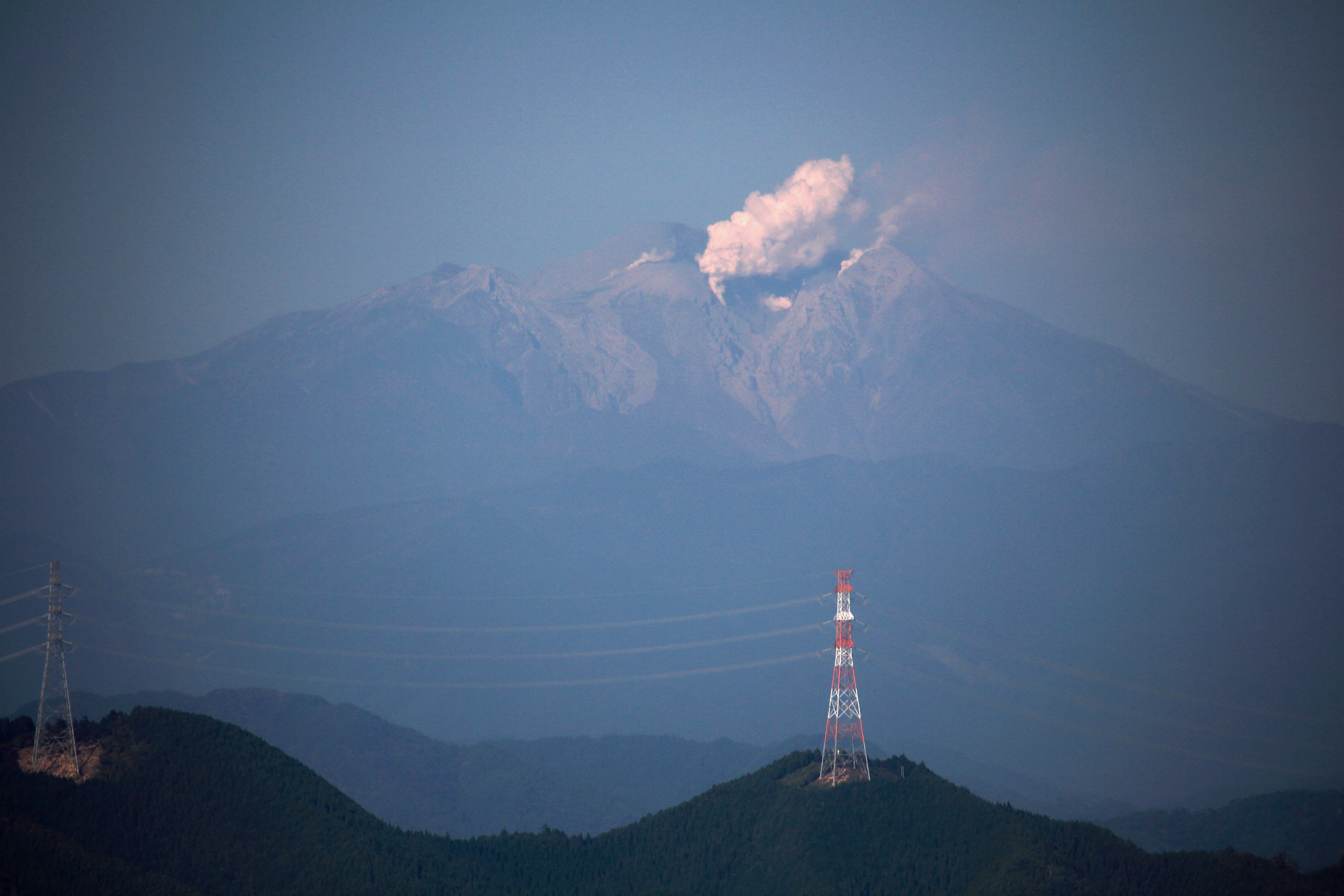
Ausbruch 2014

Der Vulkan liegt im Norden einer Caldera mit vier bis fünf Kilometer Durchmesser, die vor 70.000 bis 90.000 Jahren entstand. Eine zweite Caldera im Gipfelbereich mit circa zwei Kilometer Durchmesser bildete sich möglicherweise bei einem Ausbruch vor rund 23.000 Jahren.
Der Ontake wurde bis zu seinem Ausbruch zwischen dem 28. Oktober 1979 und April 1980 für inaktiv gehalten. Dabei kam es zu einer phreatischen Explosion der Stufe VEI2, bei der 200.000 Tonnen Asche freigesetzt wurden. Zuvor wurden ab Mai 1978 Erdbeben gemessen, dessen stärkstes am 7. Oktober 1979 mit einer Magnitude von 5,3 auftrat. Im September 1984 löste ein Erdbeben einen Erdrutsch am Südhang des Vulkans aus, durch den 29 Menschen starben. Zwischen dem 13. und 16. Mai 1991, sowie im Januar und März 2007 kam es zu kleineren nichtexplosiven (VEI0) phreatischen Eruptionen.
Am 27. September 2014 brach der Vulkan erneut aus, wobei 63 Wanderer ums Leben kamen, womit die ersten Vulkanopfer in Japan seit dem Ausbruch des Unzen 1991 zu beklagen waren. Es handelte sich um eine Wasserdampfexplosion, die phreatische Eruption genannt wird. Abgesehen von vulkanischem Tremor und Hebungen, die elf Minuten vor der Explosion einsetzten, gab es keine Vorwarnung. Nach der Explosion stieg eine Aschewolke sieben bis zehn Kilometer hoch auf; nahe dem Krater fielen bis zu 50 Zentimeter Asche. Ein drei Kilometer langer Pyroklastischer Strom bewegte sich den Südhang des Vulkans hinab.

## Religion

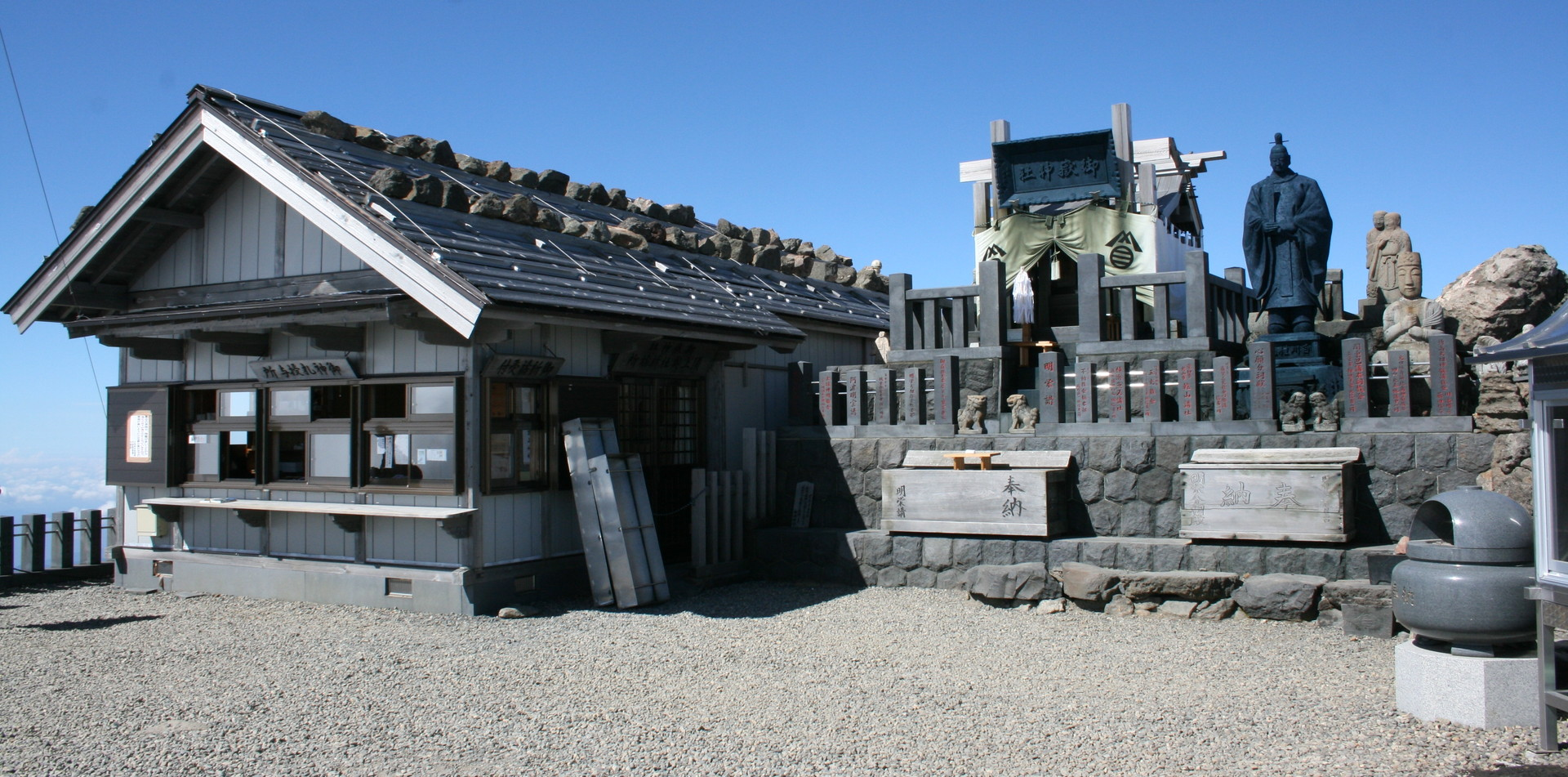
Ontake-Schrein auf dem Gipfel

Der Ontake ist Zentrum einer Reihe von religiösen Vorstellungen und Praktiken diverser Shugendō- und Shintō-Gruppierungen (wie der Ontake-kyō), die zusammenfassend als Ontake Shinkō (御嶽信仰, „Ontake-Glauben“) bezeichnet werden.
Am Berg befinden sich mehrere Shintō-Schreine, wobei insbesondere der Ontake-Schrein (御嶽神社 Ontake-jinja) hervorzuheben ist, der aus zwei Hauptschreinen – genannt Ōtakiguchi (王滝口) und Kurosawaguchi (黒沢口) – besteht, wobei ersteres Hauptgebäude sich auf 2920 m befindet und das des zweiten auf dem Kengamine-Kraterrand bei 3060 m, sowie diverse Nebenschreine entlang des Ōtakiguchi-Pfades vom Bergfuß zum Gipfel.

## Sport
Der Südostabhang des Berggipfels Mikasa-yama ist als Skigebiet Ontake 2240 (おんたけ2240) ausgewiesen mit acht unterschiedlichen Strecken. Zwei davon sind zudem von der FIS als eine gemeinsame 1900 m lange Super-G-Strecke zertifiziert. Vom 3. bis 6. April 2014 fand dort mit dem 2nd Macearth/Westberg Ontake2240 Cup in den Disziplinen Abfahrtslauf und Super-G das erste FIS-Rennen statt.